# Dactylophorella muricata
Dactylophorella muricata är en bladmossart som först beskrevs av Carl Moritz Gottsche, och fick sitt nu gällande namn av Rudolf Mathias Schuster. Dactylophorella muricata ingår i släktet Dactylophorella och familjen Lejeuneaceae. Inga underarter finns listade i Catalogue of Life.